# Mangiafoco
(Mangiafoco, Le avventure di Pinocchio)
Mangiafoco, chiamato anche Mangiafuoco negli adattamenti, è un personaggio immaginario del libro Le avventure di Pinocchio. Storia di un burattino di Carlo Collodi.

## Ruolo nella storia
Mangiafoco è il burattinaio del "Gran Teatro dei Burattini"; viene descritto come «un omone così brutto, che metteva paura soltanto a guardarlo. Aveva una barbaccia nera come uno scarabocchio d'inchiostro, e tanto lunga che gli scendeva dal mento fino a terra: basta dire che, quando camminava, se la pestava coi piedi. La sua bocca era larga come un forno, i suoi occhi parevano due lanterne di vetro rosso, col lume acceso di dietro; e con le mani schioccava una grossa frusta, fatta di serpenti e di code di volpe attorcigliate insieme». Il suo inusuale aspetto ha dato l'idea a diversi illustratori e adattamenti di offrire l'idea che magari potrebbe non essere completamente umano.
Giunto nel villaggio di Geppetto, Mangiafoco piazza il suo tendone vicino alla spiaggia. Mentre è diretto a scuola, Pinocchio viene attratto dalla musica proveniente dello stand. Andando contro i buoni propositi appena promessi al padre, Pinocchio chiede ad un ragazzo cosa sia il tendone e, incuriosito dalla possibilità di vedere altri pupazzi come lui, chiede come si possa accedere, finendo con il vendere il suo abbecedario (che Geppetto gli aveva faticosamente comprato vendendo la sua giacca nonostante il gelo invernale) a un venditore per avere i soldi per l'ingresso.
Anche se il romanzo non lo dice esplicitamente, è lasciato presumere che anche le marionette di Mangiafoco siano vive e senzienti come il protagonista, in quanto (che sono le figure delle maschere della commedia dell'arte, tra cui Arlecchino e Pulcinella) lo scorgono tra il pubblico e lo invitano sul palco, interrompendo l'opera per festeggiare. Mangiafoco, furibondo per il caos creato, entra in scena, prende Pinocchio e, promettendo che ne pagherà le conseguenze più tardi, lo rinchiude dietro le quinte. La sera stessa, Mangiafoco desidera bruciare Pinocchio nel camino per cuocere un montone con cui intende cenare e ordina a Pulcinella e Arlecchino di andarlo a prendere.
Pinocchio però si mette a piangere disperato e, vedendo ciò, Mangiafoco comincia a starnutire. Arlecchino spiega a Pinocchio che il burattinaio si comporta sempre in tale modo quando si commuove. Mangiafoco allora chiede a Pinocchio del padre di cui stava invocando il nome prima e, non volendo far soffrire Geppetto portandogli via il figlio, Mangiafoco opta per bruciare un'altra marionetta, ordinando a due burattini gendarmi di gettare nel fuoco Arlecchino. Mentre questi sviene dalla paura, Pinocchio domanda la grazia per Arlecchino, chiamando Mangiafoco con titoli altezzosi tra cui "sua eccellenza". Il burattinaio però rifiuta di avere il montone non cotto, quindi Pinocchio si offre per essere bruciato al posto di Arlecchino, come in origine avrebbe dovuto essere, commuovendo tutti i presenti, compreso Mangiafoco, il quale ricomincia a starnutire e, dopo un bacetto da parte di Pinocchio, Mangiafoco acconsente a non punire nessuno ed a mangiare il montone crudo. A tale notizia, tutte le marionette festeggiano tutta la notte fino all'alba.
Prima di lasciarlo andare, Mangiafoco chiede a Pinocchio del mestiere di Geppetto, a cui Pinocchio risponde che fa il "povero" e "guadagna tanto da non avere mai un centesimo in tasca". Compatito per la sua situazione, decide di regalargli cinque zecchini d'oro come scusa per il suo rude comportamento. Sfortunatamente, le monete non arriveranno mai a Geppetto, in quanto Pinocchio incontrerà sulla via il Gatto e la Volpe che con i loro imbrogli gliele ruberanno.
Dopo questi eventi, Mangiafoco non verrà più rivisto, ma verrà nominato più volte nel corso della storia da Pinocchio stesso .

### Il compagno Pinocchio
Ne Il compagno Pinocchio, dello scrittore russo Aleksej Nikolaevič Tolstoj, l'equivalente di Mangiafoco è Karabas Barabas (o Barbas Carabas) ed è il principale antagonista della vicenda. Per quanto, proporzionato al protagonista (qui tanto piccolo da poter essere facilmente messo in una tasca), sia alto e imponente quanto Mangiafoco, Karabas è decisamente un normale umano grande e grosso, ma dalla media mole e l'iconica barba nera diventa un elemento comico in quanto il burattinaio deve sempre ficcarsela in tasca per evitare di inciamparci ogni volta (a un certo punto, Burattino userà la barba a suo vantaggio facendola impigliare tra gli alberi durante un inseguimento). Nella storia, Karabas è in possesso di una misteriosa chiave d'oro, che aprirà le porte ad un favoloso tesoro nascosto dietro una cucina dipinta. Karabas, inoltre, non ha burattini: quelli che spaccia per tali sono in realtà delle personcine di legno che (stando ad alcune versioni) rapì da un mago che, alla morte, incanto l'albero da cui fece nascere le personcine (e da quell'albero Burattino sarebbe nato). Delle personcine rapite, solo una, Malvina, scappò e si rifugiò nella foresta.
L'incontro tra Burattino e Karabas va come tra quello di Pinocchio e Mangiafoco, ma anziché commuoversi a starnuti, quello che trattiene Karabas dal bruciare lui e Arlecchino è lo scoprire che il padre di Burattino ha una cucina dipinta. Per non dare sospetti per questo cambio di personalità, Karabas gli dona le monete d'oro. Più tardi, Karabas si accorge di aver perso la chiave e, ripercorrendo i suoi passi, scopre che gli è caduta nel fiume di Zia Tortilla, la saggia delle tartarughe che, leggendo il suo animo malvagio, si rifiuta di restituirgliela. Lamentandosene con il suo compare Duremar, un venditore di sanguisughe, Karabas gli spiega la situazione e scopre che una delle sue personcine, Pierrot, lo ha udito e lo insegue. Pierrot riesce a scappare e riunirsi a Burattino e Malvina. Il protagonista, più tardi, facendo leva sulla sbronza del burattinaio a seguito di un lungo e comico inseguimento, scopre più dettagli sulla chiave che ha ottenuto da Tortilla. Nell'inseguimento che ne segue, Karabas è ora aiutato da Duremar, i suoi mastini e Alice e Basilio (la Volpe e il Gatto), ma sono colti alle spalle da Papà Carlo (controparte di Geppetto), che porta in salvo Burattino e i suoi amici a casa. Non riuscendo ad entrare, Karabas corrompe il sindaco affinché gli affidi due poliziotti per entrare in casa di Carlo, ma quando ci riesce è troppo tardi: Burattino ha aperto la porta dietro la cucina dipinta e l'ha chiusa.
Al suo interno, Burattino trova il teatro del fulmine e lo usa per esibirsi con i suoi amici e il suo creatore, lasciando sul lastrico Karabas, il quale perde prima il suo compare Duremar, che va a farsi assumere come macchinista da Carlo, e poi tutte le sue personcine che si uniscono a Pierrot, Malvina e Burattino. Il romanzo si conclude con Karabas che tenta di riprendere uno di essi, ma viene fermato da Artemone (controparte di Medoro), inciampa nella sua barba e casca in una pozzanghera.

## Altri media

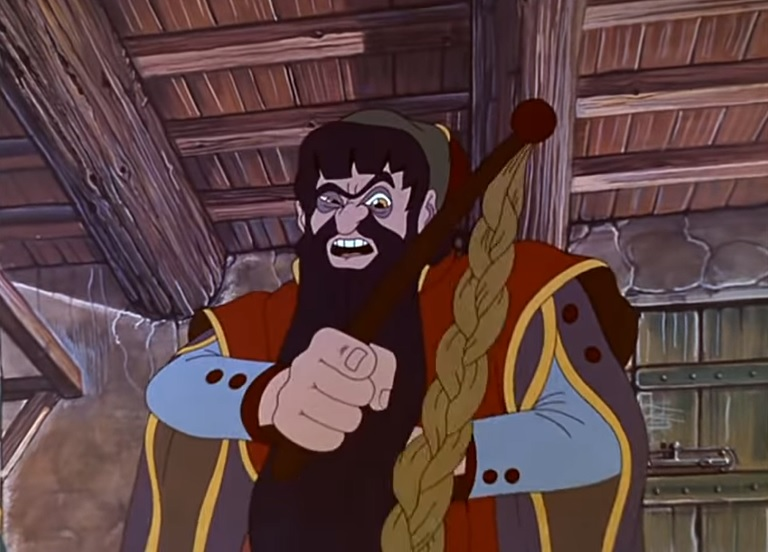
Mangiafoco in Un burattino di nome Pinocchio

Nonostante il personaggio di Mangiafoco sia l'archetipo del "non giudicare un libro dalla copertina" e abbia un ruolo positivo nel romanzo, grazie ad adattamenti come la versione Disney, viene spesso raffigurato come un personaggio malvagio nella storia, quasi sicuramente a causa della sua professione, che lo rende un oppositore adatto per una marionetta senza fili. Molto spesso, il Mangiafuoco cattivo è spesso fuso ad altri antagonisti come l'Omino di burro o il crudele direttore del circo che acquista il ciuchino Pinocchio. Molti adattamenti fanno di lui il capo del Gatto e la Volpe e/o fanno di lui la motivazione per cui Geppetto parte su una barchetta per raggiungere il figlio oltremare.
- Nel primissimo adattamento del 1911, Mangiafoco è tra gli ultimi ostacoli incontrati da Pinocchio, dove intrappola Pinocchio per aver interrotto il suo spettacolo, ma il burattino riesce a scappare. A dare le monete a Pinocchio, verso l'inizio della pellicola, è la Fata dopo che lo salva dall'impiccagione.
- Nel film del 1947 Le avventure di Pinocchio di Giannetto Guardone, Mangiafuoco è interpretato da Erminio Spalla.[8] Non ha differenze dalla sua controparte originale. Le sue marionette sono attaccate ai fili, mosse da un invisibile burattinaio.
- Nel film animato italiano del 1971 Un burattino di nome Pinocchio di Giuliano Cenci, è doppiato da Michele Gammino e ricalca il personaggio fedelmente. Le sue marionette, hanno i fili sul palco, ma dietro le quinte non li hanno, inoltre, sono loro a lasciare la scena con Pinocchio anziché venire sgridati dal burattinaio sul palco.
- Nell'anime del 1972 Le nuove avventure di Pinocchio, Mangiafuoco è il primo antagonista della serie. Franco, uno dei bulli della scuola, gli vende Pinocchio e il burattinaio (come nella versione Disney) ne fa di lui un'attrazione, ma lo maltratta, gli mente sul fatto che lo pagherà bene e lo minaccia di bruciarlo se tenta di scappare. Non potendone più di non essere pagato, Pinocchio decide di scappare rubando i soldi e i suoi fratelli burattini (inanimati ma con cui può telepaticamente comunicare) mentre l'uomo dorme. Mangiafuoco però si sveglia e insegue il protagonista, che molla i fratelli e i soldi, fino ad un lago ghiacciato dove il malvagio sprofonda. Diversi episodi dopo, in seguito a mesi di ricovero, Mangiafuoco ritorna e rapisce Pinocchio, il Gatto e e la Volpe per farli esibire nella sua tournée. Imparando dai suoi errori, tratta le sue star un po' meglio, ma mai con rispetto e, nonostante i vani tentativi di fuga dei tre, Mangiafuoco riesce a tenerli buoni, grazie anche al suo fido cane Doro. Su consiglio di un collega, Mangiafuoco decide di partire per l'Africa dove trovare miniere di diamanti, ma una tempesta causata dalla Fata, fa colare a picco la sua nave e la ciurma (più Geppetto e il suo Topino che li seguivano) naufraga sulla costa Africana separati. In più occasioni, Mangiafuoco tenta di riprendersi Pinocchio, ma questi riesce a scappare e riesce anche a mettere le mani sui diamanti che però sono poi rubati da Mangiafuoco che, assieme a dei nuovi animali, decide di tornare in Italia e mettere su un circo. Geppetto torna a casa con lui, speranzoso che Pinocchio segua il suo esempio, lavorando temporaneamente nel circo come stalliere. Sfortunatamente, come Geppetto si dimette e torna a casa, Pinocchio raggiunge il circo e Mangiafuoco gli offre un contratto per garantirgli che non lo imbroglierà, affinché lui lavori sia come attrazione che come stalliere. Pinocchio accetta ma con la complicità di Gatto, Volpe e gli altri animali maltrattati, manda a monte lo spettacolo, facendo arrestare il burattinaio dalle autorità per aver messo a rischio la vita degli spettatori. Le bestie sono rimandate alle proprie rispettive case mentre Pinocchio, Gatto e Volpe tornano a casa. Nonostante Mangiafuoco prometta vendetta, non lo si vedrà più.
- Nello sceneggiato TV del 1972 Le avventure di Pinocchio di Luigi Comencini, è interpretato da Lionel Stander. La serie apre con la sua carovana arrivare in città, mentre lui grida ai suoi menestrelli (Gatto e Volpe) di annunciare il suo spettacolo nonostante il freddo e il poco pubblico. Il ruolo di Mangiafoco è lo stesso del libro, con la differenza che a spettacolo finito parte la sera per raggiungere il porto e da lì le Americhe come annunciato al suo arrivo, portando Pinocchio fuori città e spingendo Geppetto a intraprendere il suo sfortunato viaggio alla sua ricerca. Quando arriva il momento di scaldare la cena, Mangiafoco ordina al Gatto e la Volpe di portargli Pinocchio per bruciarlo, ma per intervento della fata, al posto della marionetta i due trovano il Pinocchio bambino. Credendo che i due gli stiano facendo uno scherzo, li sgrida. Furioso, Volpe gli risponde che si dimette con il compare, e il burattinaio li caccia a fucilate. Pinocchio gli spiega la situazione, si offre di sacrificarsi al fuoco al posto di Arlecchino (in questa versione, le marionette sono vive e senzienti solo quando manovrate dai fili), e ottiene da Mangiafoco dei vestiti nuovi e le cinque monete. Questo cambio di vestiti porterà Geppetto a pensare che il suo figlio è stato portato in America dalla nave di Mangiafuoco, quando troverà il vestito di carta in mezzo alla spazzatura del burattinaio che ha lasciato al porto.
- Nell'anime Pinocchio del 1976, Mangiafuoco è un misto tra la versione del libro e del film Disney: Gatto e Volpe cercano di vendergli Pinocchio, ma il burattinaio finisce con il requisirlo quando fa crollare il tendone credendo la recita reale e lottando contro un finto drago. Pinocchio è così costretto a esibirsi finché non ripagherà i danni, girando per il paese con la troupe. Per quanto Pinocchio lavori con gioia e passione sul palco, il burattinaio lo sgrida in continuazione. Quando il burattinaio Pierrot usa una marionetta simile a Geppetto per ricordare a Pinocchio che dovrebbe andarsene il prima possibile, Mangiafuoco assiste alla scena e si commuove a suon di starnuti, permettendo Pinocchio di andarsene con cinque monete come scusa per il suo rude comportamento. Nonostante non riappaia più, Gatto e Volpe lo accusano di aver rapito Pinocchio per convincere Geppetto a intraprendere un viaggio alla ricerca del figlio.
- In un episodio televisivo delle Interviste Impossibili, Mangiafuoco è interpretato da Vittorio Gassman. Il personaggio, fedelmente rappresentato, si autodefinisce un "orco fallito", in quanto un cattivo che si è lasciato battere dalla bontà d'animo e l'innocenza del protagonista. L'intervista è stata scritta da Giorgio Manganelli e realizzata per la Rai nel 1981 dal regista Mario Monicelli.[9]
- Nel film animato del 1987 I sogni di Pinocchio, un seguito della storia, Mangiafuoco è alluso e rievocato da Pupazzettino, un malvagio burattinaio al servizio dell'Imperatore della Notte. Dopo il suo spettacolo, egli riconosce Pinocchio tra il suo pubblico, dicendo di averlo già visto in forma di marionetta tempo addietro (molto probabilmente alludendo allo spettacolo di Mangiafoco). Quando Pinocchio gli spiega che ha ottenuto una forma umana grazie alla sua fata, Pupazzettino lo invita dietro le quinte dove usa un organetto per estrargli la magia della fata, ritrasformandolo in un'inanimata marionetta, fato che hanno seguito diversi bambini protetti da fate come Pinocchio. In seguito, Pupazzettino si limita ad assistere il suo padrone, ma quando i protagonisti iniziano a contrattaccare e fuggire dell'Imperatore, questi tramuta il suo servitore in una marionetta, uccidendolo.
- Nel film diretto da Diane Eskenazi del 1992, Mangiafuoco e sua moglie gestiscono il teatro. Sebbene il film proceda seguendo il romanzo, con Pinocchio che interrompe la commedia affascinato dai suoi simili (qui inanimati), Mangiafuoco si limita a sgridarlo dietro le quinte e, saputa della situazione economica di Geppetto, gli dona le monete affinché possa ricomprarsi un nuovo abbecedario.
- Nel film del 1996 Le straordinarie avventure di Pinocchio, Mangiafoco, l'Omino di burro e il Pesce-cane sono fusi insieme in un unico personaggio: Lorenzini, interpretato da Udo Kier. Si tratta di un ricco e losco burattinaio che commissiona fino allo stremo Geppetto per le sue marionette, con la passione per i peperoncini che lo rendono un abile mangiafuoco. Quando questi crea Pinocchio, i suoi assistenti Volpo e Felinetta lo informano che ha creato una marionetta vivente e insiste nel possederla. Geppetto si rifiuta, ma quando arrestato per i danni causati da Pinocchio in una pasticceria, non potendo pagare la multa, Lorenzini si offre di pagarla in cambio di Pinocchio. Auspicando una vita migliore per il figlio, Geppetto accetta. A metà dell'eccellente spettacolo in cui Pinocchio si esibisce, Lorenzini ricompensa Pinocchio con le monete, ma sopraggiunge Pepe a informare che Lorenzini lo adora solo per i soldi che gli procura e che vuole bruciare nel prossimo atto le marionette di Geppetto. Salvando i suoi fratelli, Pinocchio manda a monte lo spettacolo, accidentalmente appiccando fuoco al teatro. Lorenzini manda allora Volpo e Felinetta a riprenderlo, mentre lui va alla sua seconda attività: Terra Magica, dove trasforma i bambini in asini da vendere al mercato grazie all'acqua magica di una fonte che trasforma chi la beve nell'animale che meglio rappresenta. Pinocchio e Lucignolo, avvisando i bambini, gettano Lorenzini nella fonte e si trasforma in balena, scappando in mare, dove prima inghiotte Geppetto e poi Pinocchio. Per sfuggirgli, Pinocchio usa il suo naso per allargare la gola, finendo col bucarla. Lorenzini li tossisce fuori e sprofonda in mare, apparentemente morendo.
  - Nel seguito del 1999 Il mondo è magia - Le nuove avventure di Pinocchio, Lorenzini si rivela sopravvissuto e l'effetto della trasformazione è svanito. Cercando vendetta, si spaccia per la sua inventata moglie, Madame Flambeau, è mette su un circo di fenomeni in cui usa l'acqua di Terra Magica lavorandola in un unguento che cura la gente da ogni affanno. Notando un giorno Pinocchio e Lucignolo tra il pubblico, propina a loro acqua non lavorata per trasformarli rispettivamente in un burattino e un asinello marino, ma Pinocchio da la sua pozione ad un ammalato Geppetto e quando Flambeau viene a prelevarlo, rapisce i due spiegando che vuole vendetta per sua marito. Mentre Geppetto diventa l'attrazione principale, Pinocchio fa da inserviente per assicurarsi che a Lucignolo e suo padre non venga fatto male, accettando anche di ritornare burattino per aumentare gli incassi. Pinocchio e Pepe, però, fuggono con Lucignolo per trovare la fonte originale, essendo in grado di portare la gente al loro stato originale. Una volta vicino alla destinazione, Lorenzini rivela il suo travestimento e spiega che vuole quella fonte per curare la gola rovinata dai peperoncini e il naso di Pinocchio. Quando però ci si immerge, Lorenzini ne esce con le fattezze di orripilante mostro mezzo anfibio e mezzo uomo e viene ingabbiato nel suo stesso circo. A fine film però riesce a liberarsi e scappare via.
- Nel film del 2002 Pinocchio di Roberto Benigni è interpretato da Franco Javarone ed è ingrandito con la computer grafica per renderlo un vero e proprio gigante. In questa versione, si vuole mangiare Pinocchio, anziché usarlo come legna da ardere, ma Pinocchio si inventa storie che rendono la sua penosa situazione famigliare ancora più deprimente, facendolo commuovere e ottenendo delle monete. Le sue marionette sono vive ma attaccate a dei fili che nessuno muove.
- In Pinocchio - Il grande musical del 2003, Mangiafuoco, reso gigante da un paio di trampoli, appare durante il brano "Mamma mia", in cui intende punire Pinocchio per aver staccato i fili alle sue marionette rendendole troppo libere e aver rovinato il suo spettacolo. Ai suoi piagnistei, Mangiafuoco starnutisce e Arlecchino spiega la situazione, e allora lui viene punito per aver parlato troppo sulle sue debolezze, ma Pinocchio lo fa ragionare e il resto procede da norma. Dalla seconda edizione del musical, l'attore che interpreta Mangiafuoco interpreta anche l'Omino di burro.
- In Pinocchio 3000, il personaggio di Scamboli si basa su Mangiafoco e l'Omino di burro. È un generoso sindaco progressista ma megalomane, odia la natura e i bambini, ma ironia vuole che ha una figlia ambientalista (a cui però vuole molto bene) di nome Marlène. È seguendo il suo coniglio che crea il parco giochi di Scamboland per tenere distratti i bambini dal sabotare i suoi robot. Non ha in simpatica Geppetto per i guai che gli ha causato in passato (incluso il rovinare l'inaugurazione di Scamboland) e quando conosce Pinocchio, lo fa suo amico per renderlo la nuova mascotte del parco giochi e, ispirato dalle sue parole, manomette un'attrazione per trasformare i bambini (e più tardi il catturato Geppetto) in robot. Pinocchio e Marlène riescono però a sconfiggerlo e farlo passare per la stessa attrazione e, nei crediti, si scopre che è stato riformato e ha imparato ad amare la natura.
- Nel film animato del 2007 Bentornato Pinocchio, un seguito della storia, Mangiafuoco compare alla fine del film quando ritorna in paese con il suo circo. Si rivela essersi diventato più crudele con i suoi burattini e dipendenti. Pinocchio gli tiene testa, difendendo gli asinelli Arlecchino e Robot, che calciano il burattinaio, umiliandolo di fronte a tutti. Per averli difesi, Pinocchio torna ad essere bambino.
- Nella miniserie del 2009, è interpretato da Maurizio Donadoni ed è un mischione tra la versione del libro, della versione Disney e di quella di Comencini, sfoggiando l'aspetto di un comune mangiafuoco (addirittura starnutisce fiammate). Le sue marionette invitano Pinocchio (che marinando la scuola è diventato un burattino) sul palco e, arrabbiato, Mangiafuoco interrompe lo spettacolo. Alla vista di Pinocchio, decide di portarlo via con l'intenzione di fare soldi in America. Facendo sosta per pranzare, Mangiafuoco si accinge a bruciare Pinocchio, ma questi gli ricorda che non potrà fare soldi senza di lui e allora decide di bruciare Arlecchino. Pinocchio si oppone a ciò e torna umano davanti agli occhi di tutti. Mangiafuoco allora ascolta alla sua storia e gli dona commosso le monete, promettendogli che non minaccerà mai più le sue marionette. Come nello sceneggiato del 1972, Geppetto scopre che Mangiafuoco gli ha rapito il figlio e, trovando il suo cappello alla spiaggia dove la nave è partita (finito lì a causa di uno degli starnuti) si accinge a costruire una barca per raggiungere l'America. In questa versione, le marionette hanno i fili sono mosse da nessuno, eppure passano del tempo immobili e trovano assurdo che Pinocchio non necessiti di fili per muoversi.
- Nel film animato del 2012 Mangiafoco è doppiato da Rocco Papaleo ed è fedele al romanzo originale. Similmente alla versione di Comencini, viene visto arrivare in città a inizio film e ha come dipendenti il Gatto e la Volpe a cui poi affida il compito di accompagnare Pinocchio a casa e proteggerlo dai ladri, cosa che si ritorcerà contro. Quando Pinocchio fa ritorno dalla casa della fata, rincappa nel teatro di Mangiafoco che Gatto e Volpe stanno smontando e caricando sulla carrozza. Durante la loro conversazione, Mangiafoco non si accorge di nulla, nemmeno quando i suoi dipendenti lo abbandonano per portare Pinocchio al campo dei miracoli. Le marionette qua sono vive e senza fili ed è suggerita l'idea che provengano dallo stesso albero, chiamando Pinocchio "legno del loro legno", mentre lui chiama Arlecchino e Pulcinella suoi "cugini" ("zii" nella versione inglese).[10] Difatti, nel teaser trailer, era suggerita l'idea che il tronco da cui Pinocchio viene intagliato cadde dal carro di Mangiafoco.[11]
- Nella miniserie tedesca del 2013, è un burattinaio errante di nome Mastro Luca e ha un normale aspetto, con una semplice barba corta, interpretato da Ulrich Tukur. Quando Pinocchio sale sul palco a giocare con i suoi inanimati simili, Luca inizialmente fa buon viso a cattivo gioco improvvisando con Pinocchio, ma poi si spazientisce e lo lega nella sua carrozza. Come nelle altre miniserie, questo Mangiafuoco leva i battenti per dirigersi alla sua prossima tappa oltremare (la Spagna, stavolta) e Geppetto lo seguirà così in mare, ma sulla via si ferma a mangiare e ha una chiacchierata tranquilla con Pinocchio, sentendosi un po' male per come l'ha maltrattato e gli donerà le monete prima di lasciarlo andare.
- Mangiafuoco appare come un antagonista minore in Regal Academy, in cui ha il potere di trasformare le persone in marionette per comandarle. A causa sua, Rose ottiene un naso di legno, mentre Hawk viene tramutato completamente.
- Nel film del 2019 Pinocchio di Matteo Garrone, Mangiafuoco è interpretato da Gigi Proietti (nel suo penultimo ruolo prima della sua morte) con l'identico aspetto che ha nell'illustrazione di Carlo Chiostri. Eccezion fatta per la frusta, ha lo stesso identico ruolo del libro e, come nel film di Benigni, le sue marionette sono vive, ma comunque attaccate a dei fili che nessuno manovra. Come nelle miniserie, leva i battenti dopo lo spettacolo sulla sua carrozza e Geppetto tenterà di seguirlo oltremare.
- In Pinocchio: A True Story, Mangiafuoco è misto alla versione russa. È l'antagonista principale che distrae la gente con i suoi spettacoli mentre il Gatto e la Volpe derubano le loro case. Tra il malloppo, i tre hanno rapito anche la piccola figlia del maresciallo Fantozzi, Bella, che viene crescita nella menzogna che sia la figlia di Mangiafuoco. Pinocchio decide di unirsi alla troupe e, nel suo personale viaggio verso il diventare umano, scoprirà dei piani del suo capo e lo fermerà.
- Nell'adattamento in stop motion del 2022 di Guillermo del Toro, Mangiafuoco era inizialmente previsto nel film con un ruolo identico a quello del film Disney, ma alla fine il personaggio è stato poi fuso con la Volpe nel Conte Volpe, come il direttore di un fallito circo che assume Pinocchio per fare soldi. L'uomo forzuto del circo ha però lo stesso aspetto che Mangiafuoco ha nei bozzetti preliminari e la sua scimmia domestica, Spazzatura, è stata promossa a personaggio principale.[12]
- In Pinocchio and Friends, è un onesto ma irascibile teatrante in cerca di nuove attrazioni, tra cui ha già una sirena e una scimmia ammaestrata, cercando più volte di convincere Pinocchio e Freeda a lavorare per lui.
- In Pinocchio Musical, Mangiafuoco ha una fedele trasposizione, l'unica differenza nel fatto che punisce Pulcinella invece che Arlecchino. Le sue marionette sono vive ma attaccate ai fili e sembrano essere manovrate da Mangiafuoco, ma non come burattinaio, ma come direttore.
- In Shrek terzo, la versione Disneiana compare tra gli antagonisti assunti da Azzurro, il quale fa leva su come sia finito sul lastrico quando Pinocchio lo ha abbandonato per cercare il padre. Sembra poi vendicarsi sul proprio protagonista rinchiudendolo in un teatrino a monete, ma non ha poi ruoli rilevanti per il resto del film. Il film non gli da un nome, ma nel videogioco gli viene dato il nome di Stromboli, ma non compare fisicamente: ha un laboratorio in cui Shrek affronta versioni malvage di Pinocchio e gli scagnozzi di Azzurro e dove è tenuta prigioniera la marionetta.
- Il manga Pinocchio di Osamu Tezuka vede l'opera fondere assieme la versione Disney con quella di Collodi e Mangiafuoco è tra i pochi a non mantenere l'aspetto Disneyiano, con la barba più lunga e un carattere più amichevole. Come nel film, Volpe gli vende Pinocchio, ma prima viene richiesta una dimostrazione: con l'aiuto dei burattinai (uno dei quali identico al Geppetto del film) Pinocchio viene invitato sul palco con le marionette a esibirsi con loro. A fine spettacolo, Volpe viene profumatamente pagato e Pinocchio, non appena dice di voler tornare a casa, viene ingabbiato. Poco dopo, giunge il Grillo Parlante a cercare di liberarlo, ma viene colto dal burattinaio che si appresta a bruciarlo. Pinocchio supplica pietà per il suo amico, chiedendo di essere punito lui al suo posto e, come Mangiafuoco sta per gettarlo tra le fiamme (per quanto dirà che era solo per spaventarlo), Pinocchio chiede al Grillo di dire alla Fata e a Geppetto addio per conto suo, facendolo commuovere. Sentendo inoltre della situazione economica di Geppetto, Mangiafuoco dona a Pinocchio cinque monete e lo lascia andare con il Grillo.[13]
- Nell'invertita versione di Pinocchio. Storia di un burattino, Mangiafuoco è ora il burattino e le sue marionette sono bambini che non solo fa esibire ma con cui si intrattiene in rapporti sessuali ed è così che Pinocchio si guadagna le cinque monete anziché tramite la compassione per non essere mangiato.[14]
- In Lies of P, il primo boss burattino, il Maestro della sfilata, è direttamente basato su Mangiafoco.
- In varie serie animate e televisive sulle fiabe, Mangiafuoco (o chi per lui) varia spesso tra una versione fedele a una direttamente ispirata alla versione Disney.
  - Le più belle favole del mondo: Mangiafuoco compare nella prima parte ed è fedele al romanzo, viene solo rimossa la faccenda degli starnuti.
  - Nel regno delle fiabe: Mangiafoco è impersonato da uno zingaro burattinaio in combutta con due farabutti (controparti del Gatto e la Volpe), che prima tentano di rapire Pinocchio attirandolo nel teatro, poi, dopo alcune peripezie, lo riescono a rinchiudere nella sua carrozza, dove lo zingaro attiva una maledizione che lo trasformerà in somaro da vedere a peso d'oro per la sua natura di legno. Quando però la Fata lo fa fuggire, lo zingaro trasforma i suoi due complici in asini per guadagnare un po' da quello che ha perso.
  - Le fiabe più belle: Mangiafoco è tagliato nell'episodio, ma rimane il teatro: i soldi che gli ruberanno il Gatto e Volpe sono quello che è avanzato a Pinocchio dalla vendita dell'abbecedario e l'acquisto del biglietto dello spettacolo che non interrompe.
  - Hello Kitty's Furry Tale Theater: il Mangiafuoco Disneyiano è fuso con i ruoli del Gatto e la Volpe da Catnip e Grider, sotto l'alias di Catnipia e Griderosso. I due, ridotti al lastrico per i loro penosi spettacoli, si mettono a rubare merendine agli scolari di Venezia finché non incappano in Pinocchio Penguin e Chip e li convincono a esibirsi per loro, pagandoli una miseria. Quando i due ragazzi tentano di andare a casa per la notte, i due manigoldi li rinchiudono nella loro barca, ma grazie alla Fatina Kitty riescono a scappare e vanno poi in cerca di Granpappetto, ma durante la ricerca i due sono inseguiti da Catnipia e Griderosso a bordo di un motoscafo e, tuffandosi nel canale, i due sono divorati per sbaglio da una balena, dentro la quale ritrovano il falegname. La balena, mentre cerca la via per il mare, si accorge di aver divorato per sbaglio delle persone e dopo aver spazzato via con il suo sfiatatoio Catnipia e Griderosso, riporta i tre davanti a casa loro.
  - Happily Ever After: Fairy Tales for Every Child: Mangiafoco e l'Omino di burro sono fusi insieme nel personaggio del Rapace, un malvagio uomo completamente verde (forse un richiamo al Pescatore Verde) che gestisce di giorno un teatro a bordo di una nave e di notte l'isola dei balocchi. Come nella versione Disney, quando Gatto e Volpe gli portano Pinocchio, ottiene un grande successo e lo tiene chiuso in gabbia e si stupisce poi nel vederlo al paese dei balocchi più tardi, ma come nella versione Disney, Pinocchio si limita a fuggirgli e non viene punito per le sue azioni.
  - Tre gemelle e una strega: travestita da maestra, la Strega Annoiata indirizza Pinocchio al teatro di Mangiafuoco, dove fa amicizia con i burattini nella carovana. Mangiafuoco giunge e lo preleva per bruciarlo, inizialmente incurante che non sia una sua marionetta, ma saputo che ha un padre decide di lasciarlo andare, limitandosi a dirgli di fare attenzione la prossima volta.
  - Colorado - 'Sto classico: nell'episodio di Pinocchio è interpretato da Francesco Pannofino. Gestisce uno strip club dove Pinocchio accidentalmente va e interrompe lo spettacolo per restituire i vestiti che la spogliarellista lancia. Mangiafuoco entra in scena e decide di punirlo, ma grazie a diversi giri di parole, Pinocchio riesce a fargli ripensare sulle sue scelte di vita (incluso l'aver rinunciato al suo nome di battesimo: Ermilio Bevilacqua) e gli dona poi le cinque monete.
  - Simsalagrimm: mentre cerca il Gatto e la Volpe, Pinocchio incappa nel teatrino di un anonimo burattinaio che lo rapisce, chiudendolo in una gabbia nella sua carrozza. Pinocchio riesce a scappare grazie all'aiuto di un Grillo Parlante, ma rincappa di nuovo nel burattinaio mentre torna a casa e stavolta viene caricato su una nave. Doc Croc e Yoyo lo inseguono e notando Geppetto, si separano: Doc avverte il falegname mentre Yoyo sale sulla nave a liberare Pinocchio. Riuscito nell'intento, i due si tuffano nell'impetuoso mare per raggiungere la barca di Geppetto e Doc, ma naufragano sull'isola del paese dei balocchi mentre l'altra coppia è divorata dalla balena. Il burattinaio non è poi più rivisto.

### Versione Disney
(Stromboli "Mangiafuoco", Pinocchio)

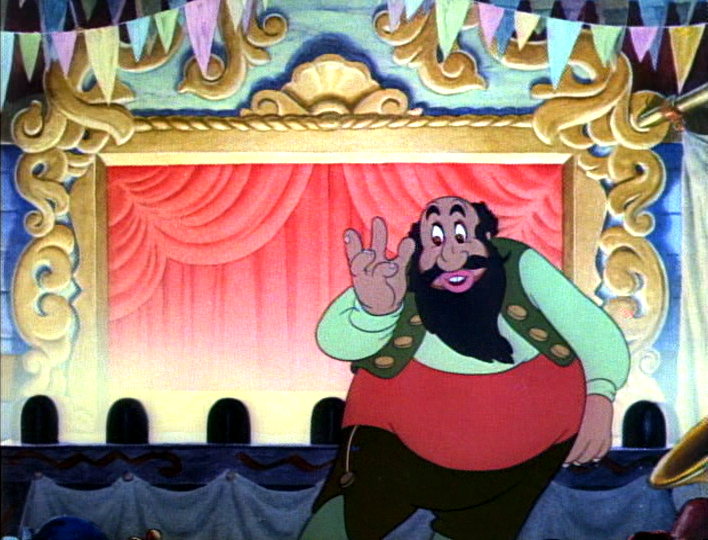
Mangiafuoco nella versione Disney.

- Mangiafuoco (doppiato da Charles Judels in originale e Mario Besesti in italiano), è il secondo antagonista del film Disney Pinocchio del 1940, e per molto tempo, deteneva il titolo di antagonista principale stando alle liste dei Cattivi Disney, prima che gli altri malvagi del film venissero inclusi. Nella versione inglese viene rinominato Stromboli (un omaggio alla nota Isola italiana), ma data la presenza di tale nome su un cartellone, il doppiaggio italiano ha dovuto includerlo sebbene tentasse di restituire ai personaggi i nomi originali del libro, offrendo come spiegazione che Mangiafuoco sia il suo nome d'arte e Stromboli quello di battesimo. Altre differenze, oltre al suo già sopracitato cambio di ruolo in antagonista, è che la sua barba è rimpicciolita ad una misura normale e, per quanto un mastro burattinaio, il suo ruolo nella compagnia è quello di dirigere l'orchestra: a manovrare i burattini (inanimati) sono una troupe mai vista nel film. Gatto e Volpe hanno avuto dei trascorsi con lui ed è appunto usando questa loro conoscenza che, alla vista di Pinocchio, decidono di venderglielo, illudendo Pinocchio con promesse di fama e luci della ribalta. Nel giro di un pomeriggio, Mangiafuoco ha già istruito Pinocchio in quello che dovrà fare allo spettacolo e, nonostante un paio di imprevisti (a uno dei quali risponde con uno scatto d'ira che l'ingenuo Pinocchio dimentica presto), lo spettacolo è un successone. Nonostante poi lo lodi nel carrozzone, Mangiafuoco lascia di nuovo trapelare la sua ira quando nota tra gli incassi una moneta bucata che poi decide di regalare a Pinocchio (ignaro del suo valore), poi vedendo Pinocchio pronto a tornare a casa per la sera. A ciò, Mangiafuoco lo rinchiude in una gabbia ed è allora che Pinocchio vede appieno la sua vera natura, quando gli spiega di come tenga a lui solo perché gli frutterà tanti soldi e quando ciò finirà non si disturberà a farne legna da ardere. Mangiafuoco segue poi a guidare la sua carovana verso la sua prossima tappa e non si accorge quando Pinocchio, grazie al Grillo Parlante e la Fata Azzurra, si libera e scappa, lasciando il suo fato sconosciuto. 
  - Inizialmente, si era considerato di dare a Mangiafuoco un pappagallo domestico, per giustificare il perché avesse una gabbia per uccelli, e che avesse anche un numero musicale con lui, ma fu poi scartato.
- Nel videogioco del film, Mangiafuoco compare solo in alcune illustrazioni di transizione da un livello all'altro.
- Originariamente gli sarebbe spettata una parte nel videogioco La rivincita dei Cattivi, ma il suo ruolo fu poi dato al direttore del circo di Dumbo - L'elefante volante, nonostante la sua più ambigua malvagità.[15]
- Nel musical televisivo Geppetto, Mangiafuoco è interpretato da Brent Spiner e il suo ruolo di antagonista viene ampliato. Mangiafuoco è un fallito burattinaio, che assume Pinocchio con un contratto e i suoi affari salgono fino alle stelle. Non volendo perdere la sua "gallina dalle uova d'oro", Mangiafuoco rinchiude Pinocchio in una gabbia, ma questi fugge al Paese dei Balocchi, dove il burattinaio lo insegue, dopo aver depistato Geppetto. Dopo essere stato scacciato dal Postiglione dal Paese dei Balocchi (in quanto adulto), Mangiafuoco aspetta Pinocchio e Geppetto a casa loro, dove riacciuffa Pinocchio. Geppetto invoca la Fata, ma questa non può andare contro il contratto di Stromboli, ma quando Geppetto dimostra di essere diventato un ottimo padre, la Fata trasforma Pinocchio in bambino e scaccia via Stromboli rimasto senza attrazione, a suon di bacchettate. Questa versione di Mangiafoco è la prima a non avere alcun tipo di barba, ha l'abitudine di dialogare con una marionetta-ventriloquo con cui battibecca in continuazione e ha un brano musicale intitolato "Bravo Stromboli!". In questa versione non sembra avere una troupe e pare gestire da solo le marionette sul palco.
- Mangiafuoco compare in alcuni fumetti Disney in qualità di malvagio circense o addestratore di animali da lui rapiti.
- Mangiafuoco appare sporadicamente anche nella serie animata House of Mouse - Il Topoclub: di maggior rilievo, nell'episodio "La casa del crimine", è visto discutere con Percival McLeach e nel film Topolino & i cattivi Disney è visto partecipare alla conquista del locale, ma è unicamente visto essere parte della conga.
- Nel remake del 2022, è interpretato da Giuseppe Battiston, dove ha lo stesso ruolo del film originale ma con qualche piccola differenza che lo rende un po' più minaccioso. Mentre l'originale Stromboli ci teneva a mantenere (almeno pubblicamente) la facciata di brava persona, questo è un po' più aperto con le sue angherie, non lasciandosi intimorire dalle occhiatacce del pubblico e non mostra alcun segno di affetto emotivo a Pinocchio, ne ai suoi dipendenti che sottopaga o a cui impedisce di dialogare con Pinocchio e anzi, durante la traversata in carrozza, si accorge che la sua burattinaia Fabiana stava preparandosi a liberare Pinocchio, ma manda a monte il piano chiudendo la finestra della carrozza. Come nel film originale, finisce col non accorgersi della fuga di Pinocchio e, prima che quest'ultimo si accinga a cercare il padre in mare, scopre che Fabiana e i burattinai si sono ribellati e hanno mandato Mangiafuoco in prigione.
- Nel libro A Twisted Tale - La Stella dei Desideri, Mangiafuoco è il secondo figlio di Remo, un circense da cui ha ereditato il carattere e la sua durezza emotiva, mentre il suo "debole" fratello Vito era preso in giro dai due per la sua bontà: si scoprirà che dietro questa malvagità c'è l'operato di un Senza Cuore, una fata malvagia. La Fata Azzurra, durante il suo apprendistato, affronta un giorno Remo e un giovane Mangiafuoco, punendoli per la loro malvagità e facendo crescere il naso del ragazzo quando mente dopo avergli fatto promettere di comportarsi bene. Durante gli eventi della storia principale, Mangiafuoco scopre della fuga di Pinocchio poche ore dopo e accusa Vito (diventato un onesto allevatore di cavalli e garzone del Gambero Rosso) di averglielo rubato, per poi andarsene furibondo. Vito però sarà d'aiuto a Geppetto suggerendo l'idea che Pinocchio si trovi al Paese dei Balocchi e donandogli la sua barca. Nel finale, quando le Fate annullano gli operati dei Senza Cuore, Mangiafuoco è punito con un incubo che lo faccia pentire della sua cattiveria, sognando così che le sue marionette prendano vita e lo attacchino.[16]
- In Once Upon a Studio, Mangiafuoco è brevemente visto mentre picchia e si arrabbia contro una macchinetta di snack che non funziona, con il suo tipico accento italiano, mentre Anna ed Elsa lo guardano stranite.
- Degno di nota, Mangiafuoco (assieme a Bluto) fu usato come modello d'ispirazione per l'aspetto di Wario.[17]

### Versione russa
Barbaras Karabas compare, senza drastiche differenze, nei tre adattamenti della storia: nel film bianco e nero Pinocchio - La chiavetta d'oro (dove è interpretato da Aleksandr Shchagin), nel film animato Le avventure di Pinocchio, e nel film Priključenija Buratino (interpretato da Vladimir Etush).
In una parodia moderna della storia nel film estone del 2009, Buratino, Karabas è il sindaco locale e scopre che un giovane ragazzo di nome Buratino potrebbe portare alla fine della sua carriera, motivo per cui farà di tutto per fermarlo.

### Musica
Nel 1977 il cantautore napoletano Edoardo Bennato pubblica, nell'album Burattino senza fili la canzone Mangiafuoco, dedicata appunto al personaggio.